# UP 항공
UP 항공(영어: Up)은 이스라엘의 저가 항공사로 이스라엘의 엘알 이스라엘 항공의 자회사에 해당됐었다. 허브 공항은 벤구리온 국제공항을 사용했었다.

## 운항 노선
- 2018년 10월 14일 기준으로 UP 항공은 폐업하기 전까지 다음과 같이 운항하고 있었다.[4]

## 보유 기종
- 2018년 10월 기준으로 UP 항공은 폐업하기 전까지 다음과 같이 보유하였다.[4]